# Salmo dentex
Salmo dentex es una especie de pez de la familia Salmonidae en el orden de los Salmoniformes.

## Hábitat
Vive en zonas de  aguas dulces.

## Distribución geográfica
Se encuentra en Europa: Croacia, Bosnia y Herzegovina, Montenegro, Albania, Grecia, Kosovo y Macedonia del Norte.

## Estado de conservación
Se encuentra amenazada de extinción debido a la destrucción de su hábitat y la contaminación.